# Уртадо, Диосбелис
Диосбе́лис Урта́до (исп. Diosbelys Hurtado; 4 сентября 1972, Сантьяго, Мексика) — кубинский боксёр-профессионал, выступающий 1-й средней весовой категории. Чемпион мира в 1-й полусредней (версия WBA, 2002) весовой категории.

## 1994—1996
Дебютировал в декабре 1994 года.

## 24 января1997Пернелл Уитакер —Диосбелис Уртадо
- Место проведения:  Конвеншн Центр, Атлантик-Сити, Нью-Джерси, США
- Результат: Победа Уитакера техническим нокаутом в 11-м раунде в 12-раундовом бою
- Статус: Чемпионский бой за титул WBC в полусреднем весе (8-я защита Уитакера)
- Рефери: Артур Мерканти младший
- Счет судей: Джон Стюарт (92—93), Ласаро Карраско (92—94), Серхио Сильва (91—96) — все в пользу Уртадо
- Время: 1:52
- Вес: Уитакер 66,68 кг; Уртадо 66,20 кг
- Трансляция: HBO
- Счёт неофициального судьи: Харольд Ледерман (93—92 Уитакер)

В январе 1997 года Уртадо встретился с чемпионом мира в полусреднем весе по версии WBC американцем Пернеллом Уитакером. В начале 1-го раунда Уртадо в 1-й же атаке пробил правый хук в голову, после чего Уитакер оказался на полу. Американец сразу же поднялся. Во время отсчёта нокдауна американец засмеялся. Кубинец действовал много двигался по рингу и работал 2-м номером. В конце 5-го раунда Уртадо пробил несколько ударов по спине наклонившегося соперника. Рефери оштрафовал кубинца на одно очко. В середине 6-го раунде Уртадо провёл двойку в голову американца. Удары не были сильными, но неудачно стоявший Уитакер не удержался, и опустился на колено. Рефери отсчитал нокдаун. Американец не согласился с рефери. В середине 11-го раунда Уитакер у канатов пробил левый хук в голову. Уртадо пошатнулся. Американец выбросил ещё девять подряд точных левых крюков в голову. Претендент безжизненно повис между канатом. Рефери, поздно вмешавшись, прекратил бой. Избитый кубинец приходил в себя несколько минут.

## 1997—2008
В ноябре 1998 Уртадо вышел на ринг против временного чемпиона мира 1-м полусреднем весе по версии WBC Константина Цзю. Уртадо проиграл нокаутом в 5-м раунде.
В мае 2002 года состоялся бой за вакантный титул чемпиона мира в 1-м полусреднем весе по версии WBA между Диосбелисом Уртадо и Рэндаллом Бейли. Кубинец нокаутировал противника в 7-м раунде.
В октябре 2002 года Уртадо проиграл нокаутом во 2-м раунде Вивиану Харрису.